# Gunan il guerriero
Gunan il guerriero è un film italiano del 1982, diretto da Frank Shannon, pseudonimo di Francesco Prosperi.

## Trama
Il barbaro Nuriak assale il villaggio dei Socmen e uccide il loro re Nantuk, mentre la moglie genera due gemelli, che verranno salvati dalla nutrice presso le amazzoni.
I due giovani crescono forti e bramano di sapere chi dei due diventerà l'erede del vecchio Nantuk, per vendicarlo e portare il soprannome di Gunan.
Il più forte e temerario dei due va alla ricerca di Nuriak, spacciandosi per Gunan, ma viene ucciso dal barbaro.
Il vero Gunan, avendo trovato già un'amante di nome Lenne, viene a saperlo e parte in cerca di Nuriak.
Intanto Marga, la regina delle Amazzoni, ha consegnato per gelosia Lenne a Nuriak, che nel frattempo ha catturato Gunan, che riesce a liberarsi e a sconfiggere Nuriak e il suo esercito grazie all'aiuto delle amazzoni.